# Mais FM (São José de Ribamar)
Mais FM é uma emissora de rádio brasileira sediada em São José de Ribamar, cidade do estado do Maranhão, cobrindo a Região Metropolitana de São Luís. Opera no dial FM, na frequência 99.9 MHz, e possui uma programação de entretenimento e música. Pertence à Fundação Nagib Haickel, sendo administrada por Léo Felipe até julho de 2023. A partir desse período, a administração passou para Anderson Galdino.

## História

### SomZoom Sat (2000-2003)
Após cerca de um mês de testes, a emissora foi fundada em 1.º de agosto de 2000 pelo radialista Léo Felipe, que havia sido locutor da Difusora FM durante a década de 1990. Em seu início, a emissora era afiliada à Rede SomZoom Sat, que três meses antes da sua fundação havia deixado de ser transmitida em São Luís após a São Luís FM tornar-se afiliada a Jovem Pan FM. Na época, a emissora não tinha programação local, apenas transmitia o sinal da rede e gerava intervalos comerciais.

### Independente (2003)
Em julho de 2003, a rádio anunciou que deixaria a afiliação com a Rede SomZoom Sat, após a contratação de vários nomes de emissoras concorrentes da capital. Em 1º de agosto, a Mais FM deixou oficialmente a SomZoom e tornou-se uma emissora independente.
No decorrer da década, a emissora passou a atuar na promoção de vários eventos locais, muitos deles em parceria com a TV Tropical, também arrendada pela Alegria Produções, o que alavancou a popularidade da emissora entre os ouvintes locais. Em 2009, mediante amostragem feita pelo IPVAC, a Mais FM estava na liderança de audiência do dial FM na Grande São Luís, superando as tradicionais Difusora FM e Cidade FM, posição que ostenta até os dias atuais.
Em julho de 2023, a Rádio Mais FM passou por uma significativa mudança em sua administração. Anderson Galdino, assumiu a liderança da emissora, marcando um novo capítulo em sua trajetória. Trouxe uma visão renovada para a estação, promovendo a inovação e a excelência em radiodifusão. Com eventos locais e programas envolventes, a Rádio Mais FM manteve sua posição de destaque na preferência dos ouvintes, consolidando-se como uma das principais emissoras da região.
Além dessa transição na direção, a emissora também alterou seu endereço, transferindo suas operações para a Avenida João Pessoa, número 266, no bairro Outeiro da Cruz, em São Luís, Maranhão.

### Novos tempos (2023-presente)
Após a saída de Léo Felipe de sua direção, a emissora ingressou em uma nova fase, com novos equipamentos, nova sede, novos locutores e diretoria, agora sob o comando da diretora Elizabeth Araújo. A emissora tem se esforçado bastante para manter-se competitiva, propondo diversas inovações de formatos para o mercado. Em abril de 2024, o Instituto Três Pesquisas realizou o mais completo estudo dos hábitos de audiência de rádio da região metropolitana, o que envolve as cidades de São Luís, Paço do Lumiar, Raposa e São José de Ribamar. De acordo com o estudo, como amplamente divulgado pela imprensa local, o ranking de audiência do rádio ficou assim: Difusora FM 27,1%/ Mirante FM 19,6% / Jovem Pan FM 11,9%/ Mais FM 10,6% (detalhes da pesquisa podem ser vistos na fonte original do estudo, diretamente no site do instituto de pesquisa.

## Programas e comunicadores
- 06h as 09h Programa Show da Manhã - Locutora Silvana Lobato
- 09h as 12h Programa To na Mais - Locutor Jota A
- 12h as 15h Programa Show da Tarde - Locutora Sâmia Portela
- 15h as 18h Programa Farra do Gordinho - Locutor Edimael Silva
- 20h as 21:30 Programa Bate Papo da Mais - Locutor Aluisio Jr.
- 21:30 as 00h Programa Top Mais - Locutor Ivo Biase  
Fim de semana:   Sábado
- 12h as 15h Programa Samba Mais - Locutor Glauber Carvalho
- 19h as 22h Programa Esquenta Mais - Locutor Ivo Biase  
Domingo
- 09h as 12h Programa Samba Mais - Locutor Glauber Carvalho
- 18h as 19h Programa Boteco da Mais - Locutor Edimael Silva